# Canthonella gomezi
Canthonella gomezi là một loài bọ cánh cứng trong họ Bọ hung (Scarabaeidae).